# 妖獣大戦
『妖獣大戦』（ようじゅうたいせん、原題：衛斯理之老貓、英題：Nine Lives）は、1991年の日本・香港合作映画。SFアクション映画である。原作は衛斯理（倪匡）の小説「衛斯理（ウェズリー）シリーズ」の『猫―NINE LIVES』（押川雄孝訳、徳間文庫、1991年、原題：老猫）。ゴールデン・ハーベストおよびParagon Films制作。

## 概要
製作途中で、日本から資本を得るために、主人公役は香港版ではレイ・チーホン、日本版では赤井英和の二人一役として撮影された。日本では東京国際ファンタスティック映画祭で『猫 NINE LIVES』の邦題で1回上映された後、『妖獣大戦』の邦題でビデオリリースされた。

## あらすじ
地球外生命体の3体（そのうち1体は猫の姿をしている）が、小説家のワイズリー（ウェズリー、衛斯理）と組んで、人間に憑依する悪質なエイリアンと戦うというストーリーである。

## キャスト

### 日本版
- 赤井英和 - 衛（ウェイ）
- グロリア・イップ - 謎の少女
- パル - 王警部
- ジェマ・トゥー - ソニア
- チャール・チョー - フレドリック・リー
- カイ・ホン -
- クォン・ホイサン - 謎の老人

声の出演
- 池田秀一 - 王警部の声
- 水谷優子 -
- 本多知恵子 -

### 香港版
- レイ・チーホン - ウェズリー（中国語版）
- クリスティーン・ン - 白素（中国語版）
- グロリア・イップ - エイリアンの少女
- 劉兆銘（中国語版） - エロール（エイリアン）
- ローレンス・ラウ（中国語版） - 李同（ウェズリーの友人）
- フィリップ・コク（英語版） - 王傑美（ウェズリーの友人）
- 倪匡 - 老陳（ウェズリーの友人）
- チャイ・ラン - 余教授

## スタッフ

### 日本版
- 製作指揮：漆戸靖治、鄒文懷
- 製作：小林正夫、務台猛雄、蔡瀾
- 製作顧問：山下展巳、鈴木繁実
- 製作推進：加藤博之、尾形英夫、森繁
- 原作：衛斯理（「猫」—徳間文庫刊—）
- プロデューサー：能勢康弘、奥田誠治、周震東
- プロデューサー補：大川和久、横尾道男
- 音楽プロデューサー：三浦光紀
- 撮影監督：奥村祐治
- 音楽：菊池俊輔
- 撮影補：本吉修
- 美術：李統渝
- 照明：林栄、梁雄偉
- 録音：山田均
- 編集：張耀宗、張嘉輝
- 殺陣：郭追
- 助監督：繆健德、容靈慧、岑嘉實
- ストーリーボード：荻原のり
- 特殊撮影：大岡新一
- 特殊技術協力：樋口真嗣
- 光学撮影：小林孝志
- 動画効果：川端孝
- オプチカル：平田隆文
- タイトル：眞島史雄
- 装飾：畢耀光
- 小道具：賴伯勝、黃貴
- 衣裳：古嘉露
- メイク：胡錦明
- 記録：江原千登勢、麥敏聰
- 特殊美術：水野伸一
- 造型：若狭新一
- 特殊造型：村瀬継蔵
- 八角器制作：横山大樹
- ミニチュア造型：三池敏夫
- 人形アニメーター：長崎希
- 特技助監督：梁德森
- 製作主任：小林孝弘
- 音楽ディレクター：及川善博
- 音楽録音：大野映彦
- 音響効果：丹雄二
- 題字：蔡瀾
- 視覚効果：中野稔
- 総合特技監督：佐川和夫
- 脚本・監督：羽仁未央
- 製作協力：株式会社徳間書店、株式会社徳間ジャパン、株式会社徳間コミュニケーションズ
- 製作：株式会社トクマ・エンタープライズ、日本テレビ放送網株式会社、ゴールデン・ハーベスト(香港)リミテッド

### 香港版[4]
- 監督：ラン・ナイチョイ
- 製作：チャイ・ラン、マイケル・ライ
- 脚本：チャン・ヒンカイ、ゴードン・チャン

## 批評家からの評価
ライターのJohn Charlesは2000年の著作『The Hong Kong Filmography, 1977–1997』の中で香港版に10点中9点を付けた。